# Ablabesmyia pulchripennis
Ablabesmyia pulchripennis är en tvåvingeart som först beskrevs av William Lundbeck 1898.  Ablabesmyia pulchripennis ingår i släktet Ablabesmyia och familjen fjädermyggor. Inga underarter finns listade i Catalogue of Life.